# 中华民国第三届国会
中华民国第三届国会，是1920年起开始筹备的中华民国第三届国会，但参议院议员一直未能产生，最终此届国会流产。相对于俗称“新国会”的中华民国第二届国会而言，第三届国会则俗称“新新国会”。

## 沿革
第二届国会（又称安福国会、新国会）结束后，恰逢桂系控制的护法军政府受孙中山进攻而撤出广州。1920年10月24日，护法军政府主席总裁岑春煊宣布取消军政府，服从北京政府。北京政府方面的大总统徐世昌乃宣布全国统一，并于10月30日下令举行国会议员大选，该令称：“和平统一，善后各端亟待次第施行”，“参众两院议员应即从新选举，着内务部依照元年8月10日公布之《国会组织法》暨《参议院议员选举法》、《众议院议员选举法》，督同各省区长官，将选举事宜，迅速妥筹办理。”第三届国会自此开始筹备。
徐世昌的上述命令，遭护法军政府大元帅孙中山、皖系浙江督军卢永祥、直系湖北督军王占元、直系江西督军陈光远通电反对。中国全国举行国会众议员选举的省份只有江苏省、安徽省、山东省、山西省、甘肃省、奉天省、吉林省、黑龙江省、新疆省、青海省、蒙古共11个省区。新当选的众议员被称作“新新国会议员”，因产生于第二届国会（新国会）之后。
但是由于政局变动，北京政府未颁布参议员选举办法，上述11个省区的国会众议员在北京等了一年多，但第三届国会由于参议员未能产生，故一直不能召开。1922年4月初，福建督军李厚基还以“南军虽退，土匪尚多，一年以来，此剿彼窜，……加以选民迁移靡定，调查资格无从着手”为由，向大总统徐世昌申请缓行选举。
1922年5月，第一次直奉战争直系击败奉系后，直系试图恢复第一届国会（旧国会），遭到第三届国会议员通电反对称：“本届国会，系从旧法改选，在政府既足以维持法统，尊重民权，而被选者亦极自由，绝无党派官厅之操纵”，力主“请政府立颁参议员选举办法，南北未办选举各省长官，赶速举办，召集期以三个月”。后来，在直系支持下，第一届国会于1922年6月宣布恢复职权，第三届国会乃最终流产。